# Eclipse solar del 9 de marzo de 1997
Se produjo un eclipse solar total el 9 de marzo de 1997. Por definición, se da un eclipse solar cuando la Luna pasa entre la Tierra y el Sol, ocultando totalmente o en parte la imagen del Sol para un espectador situado en la Tierra. A su vez, un eclipse solar total ocurre cuando el diámetro aparente de la Luna es más grande que el del Sol, bloqueando directamente toda la esfera solar, haciendo pasar el día a la oscuridad. El eclipse total ocurre en un estrecho sector que se desplaza a través de la superficie de la tierra, con un eclipse solar parcial visible sobre una región circundante de unos miles de kilómetros de anchura.

## Variaciones de gravedad inusuales
Este eclipse solar es un poco especial en el sentido de que algunas anomalías de gravedad inexplicadas de aproximadamente 7 10−8 m/s2 durante el eclipse solar fueron observadas. Intentos para explicar estas anomalías (por ejemplo, la hipótesis de Van Flandern-Yang) no han sido capaces de llegar a una conclusión definitiva.

## Eclipses relacionados
Cada miembro de una serie semestral de eclipses solares se repite aproximadamente cada 177 días y 4 horas (un semestre) en los nodos alternos de la órbita de la Luna.

### Eclipses solares 1997–2000
| Nodo ascendente | Nodo ascendente              |                                 | Nodo descendente                | Nodo descendente |
| Saros | Mapa                         | Saros                           | Mapa                            |                  |
| 120 Chitá, Rusia | 9 de marzo de 1997 Total     | 125                             | 2 de septiembre de 1997 Parcial |                  |
| 130 | 26 de febrero de 1998 Total  | 135                             | 22 de agosto de 1998 Anular     |                  |
| 140 | 16 de febrero de 1999 Anular | 145 Total Cornwall, Reino Unido | 11 de agosto de 1999 Total      |                  |
| 150 | 5 de febrero de 2000 Parcial | 155                             | 31 de julio de 2000 Parcial     |                  |
| Los eclipses solares parciales del 1 de julio del 2000 y del 25 de diciembre del 2000 ocurrieron en el siguiente grupo de eclipses según el año lunar. |                              |                                 |                                 |                  |

### Saros 120
Es una parte del ciclo Saros 120, que contiene 71 eventos, y en la que cada evento sucede con un lapso de 18 años y 11 días. La serie comenzó con el eclipse solar parcial del 27 de mayo de 933 dC, y alcanzó un eclipse anular el 11 de agosto de 1059. Fue un evento híbrido para 3 fechas: 8 de mayo de 1510, hasta el 29 de mayo de 1546, y los eclipses totales a partir del 8 de junio de 1564, hasta el 30 de marzo de 2033. La serie finaliza en el miembro 71 como un eclipse parcial, el 7 de julio de 2195. La duración más larga de la totalidad fue de 2 minutos y 50 segundos, el 9 de marzo de 1997.

### Series Metónicas
Las repeticiones de la serie metónica de eclipses cada 19 años (6939.69 días), dura alrededor de 5 ciclos. Los eclipses tienen lugar en casi la misma fecha del calendario. Además, la subserie octon se repite cada 1/5 de la principal, es decir, cada 3.8 años (1387.94 días).